# Киричук, Степан Михайлович
Степан Михайлович Киричук (род. 18 мая 1949, д. Мазуры, Кобринский район, Брестская область, Белорусская ССР, СССР) — российский политик. Член научно-редакционного совета «Большой Тюменской энциклопедии» (2004 год).
Член партии «Единая Россия».

## Биография
В 1968 году после окончания Брестского техникума железнодорожного транспорта начал работать ремонтным рабочим путевой машинной станции № 170 в Тюмени. С 1968 по 1970 год служил в Советской Армии. С 1970 года продолжил работу в Тюменской дистанции пути. Был путевым рабочим, затем бригадиром, мастером, главным инженером, с 1977 года — начальником Тюменской дистанции пути.
В 1985 году окончил Уральский электромеханический институт инженеров железнодорожного транспорта. В том же году назначен заместителем начальника Тюменского отделения Свердловской железной дороги.
В 1990—1991 — председатель Калининского районного Совета народных депутатов. С 1991 по 1993 — председатель Тюменского городского Совета народных депутатов.
С января 1993 по 16 марта 1996 года — глава администрации города Тюмени. С 1999 года кандидат технических наук. В 2005 году защитил диссертацию на соискание учёной степени доктора социологических наук.
До марта 2005 года — глава города Тюмени.
Избирался в руководящие органы Союза Российских Городов, Ассоциации Сибирских и Дальневосточных Городов, Ассоциации Города Урала. Являлся президентом Ассоциации муниципальных образований Тюменской области. Действительный член Муниципальной академии РФ.
С марта 2005 года по 17 сентября 2018 года — член Совета Федерации Федерального Собрания Российской Федерации, представитель от администрации Тюменской области. С 25 ноября 2011 года по 14 сентября 2014 года — председатель Комитета Совета Федерации по федеративному устройству, региональной политики, местному самоуправлению и делам Севера (затем — первый заместитель данного комитета) .
В сентябре 2018 года был избран депутатом Тюменской городской Думы по одномандатному избирательному округу № 10, баллотировался в порядке самовыдвижения. В городской думе председатель постоянной комиссии городской Думы по городскому общественному управлению.
В июле 2006 года — избран президентом Общероссийского конгресса муниципальных образований.

## Награды и звания
- Орден «За заслуги перед Отечеством» IV степени (11 марта 2010 года) — за заслуги в развитии российского законодательства и парламентаризма[9]
- Орден Почёта (11 апреля 2024 года) — за достигнутые трудовые успехи и многолетнюю добросовестную работу[10]
- Орден Дружбы народов
- Медаль ордена «За заслуги перед Отечеством» II степени
- Медаль «За освоение недр и развитие нефтегазового комплекса Западной Сибири»
- Почётная грамота Президента Российской Федерации (12 июня 2013 года) — за большой вклад в развитие российского парламентаризма и активную законотворческую деятельность[11]
- Благодарность Президента Российской Федерации (15 марта 1996 года) — за большой вклад в проведение экономических реформ[12]
- Благодарность Президента Российской Федерации (18 декабря 2008 года) — за большой вклад в проведение экономических реформ[13]
- Звание «Почетный гражданин Тюменской области»
- Звание «Почетный гражданин Тюмени»[4]

## Семья
Женат, двое сыновей.